# Bulmaro López Fernández
Bulmaro López Fernández (Chiapa de Corzo, Chiapas; 20 de junio de 1878-México D. F., 6 de febrero de 1960) fue un médico, músico y revolucionario mexicano.

## Biografía
Bulmaro López Fernández nació en la Heroica Chiapa de Corzo, Chiapas, el 20 de junio de 1878. Sus padres fueron Pascual López Escobar y Nieves Fernández Ruiz. Contrae matrimonio con Isaura Ezquerra. Sus estudios de nivel primaria y secundaria los realizó en el Liceo Hidalgo de su pueblo natal.

### Estudios
Los estudios de preparatoria los culminó en San Cristóbal de Las Casas. En 1910, guiado por su espíritu liberal, se unió a las fuerzas revolucionarias de Francisco I. Madero. Cuando triunfó la revolución, se instaló como médico civil en la Ciudad de México, D. F., e ingresó como catedrático en la Escuela Nacional de Medicina. El 11 de septiembre de 1914, por acuerdo del presidente de la República, se le nombró profesor de la Escuela Práctica Médico-Militar para impartir la clase de Electro-Fisioterapia. Obtuvo el título de médico cirujano en la Escuela Nacional de Medicina. Estudio en París (Francia) la especialidad de Electro-Radiología. También desempeñó el cargo de médico en el 5.º regimiento de Caballería, al mando del coronel Munguía.
Entre 1911 y 1915 se hizo cargo de la cátedra de clínica quirúrgica en el Hospital Militar. Cuando se levantó en armas Emiliano Zapata, el cual desconocía al Gobierno del presidente Francisco I. Madero, fue enviado a la ciudad de Cuernavaca, Morelos, en un tren especial, como subjefe del Servicio Sanitario. Al bajar del tren, pasó a la ciudad de Cuernavaca donde fue «tiroteado» y quedó herido el maquinista, quedando el tren sin control, chocando contra un «parapeto» en dicha ciudad. En el accidente hubo dos muertos y varios heridos. En el estado de Morelos acompañó a las columnas volantes que recorrían la entidad para pacificarla. Tiempo después regresó al Hospital Militar.

### Carrera militar
Al triunfo de las fuerzas constitucionalistas, fue licenciado del Ejército Federal y del Servicio Sanitario. Desde ese entonces, se dedicó a la curación de los enfermos de las clases medias y bajas. Este trabajó lo desempeñó hasta finales de noviembre de 1959.
En Gante (Bélgica), formó parte del cuerpo médico militar en la sección levantamiento de heridos de la exposición internacional de esta ciudad. En 1914 obtuvo el grado de teniente coronel médico militar. También fue médico militar en contra de los revolucionarios de Morelos y Quintana Roo. Cuando triunfó el ejército constitucionalista, se convirtió en licenciado del ejército e instaló su consultorio en la colonia Guerrero de Ciudad de México. Fue en este lugar donde el doctor conoció a Juan Arozamena, quién presentó su canción inmortal en el teatro lírico, titulada como «Las chiapanecas». El nombre de la canción tan conocida por todos los mexicanos tiene por nombre «La chiapaneca», cuya popularidad y el tiempo, la tribuyeron a Juan Arozamena.

### Carrera musical
En 1947, regresó a su ciudad natal, para estar presente en la tradicional Feria de Enero. Al momento en que llegó, realizó un viaje al lugar donde había estudiado la preparatoria, se hospedó en el mismo lugar en que vivió cuando era estudiante, ahí había un piano en donde Bulmaro ejecutó con habilidad perfecta la música de «La chiapaneca». En ese momento confesó que él era el verdadero autor de la melodía y que la había compuesto inspirado por su bella novia, la señorita chiapaneca —joven oriunda de Chiapa de Corzo— Dominga Cortés Montero, estando en su último año de preparatoria en 1897 y que la estrenó en una serenata que le llevó a ella, en compañía de sus hermanos, primos y amigos, un 4 de agosto del mismo año. La partitura original de la melodía la encontró uno de los cronistas de la Heroica Chiapa de Corzo, Alberto Muñoa López, al momento de realizar una reparación en la pared, ésta se encontraba empotrada dentro de un cilindro de hojalata. Los testigos que estuvieron presentes en esta confesión fueron sus hermanos: Otilio y Gabriel, sus parientes y amigos Ángela M. López, Pascual López, Indalecia López R., Delina López, Melesio A. Hernández, Guadalupe Morales López, Margarita Batiz López y Alberto de J. Muñoa.
Posteriormente el doctor Bulmaro López enviudó y nuevamente contrajo matrimonio con la señorita Juana María Vargas, quien actualmente vive y tiene la partitura original de la composición musical.

### Últimos años
El doctor Bulmaro López Fernández, en los últimos años de su vida, venía a pasar la Feria de Enero a su natal Chiapa de Corzo, con sus familiares y amigos. Al mismo tiempo aprovechaba su estancia para proporcionar consultas a las personas que le solicitaban exámenes médicos. A las personas los auscultaba con gusto, sin cobrarles ningún peso. Muchas veces expresaba: «Vengo de paseo y a servirle a mis paisanos».
Durante su trayectoria como músico, escribió varias obras musicales, que son las que se mencionan a continuación: «Bellas chiapanecas»; pasodoble: «5.º regimiento», «Caricias, vals»; marcha: «Canción romanza»; «Recuerdos lejanos»; vals: «Polka», «Tú en mis brazos» y «Juanita».
Falleció en la Ciudad de México, D. F., en 1960, a la edad de 81 años. Sus restos descansan en el Panteón del Tepeyac, en el cerro del mismo nombre.

## Polémica
En el 2001 el doctor Nereo Nigenda Fernández publicó y demostró que el creador de la música de la pieza «Las chiapanecas» es Bulmaro López Fernández y no al músico originario de la Ciudad de México, D. F., Juan Arozamena Sánchez, a quien se le ha dado el crédito por mucho tiempo aun cuando el solo hizo la coreografía, cuenta la maestra Esther Zúñiga y explica que la pieza en realidad nos se llama «Las chiapanecas» sino «La chiapaneca» porque Bulmaro López la escribió para su novia y se lo llevó en serenata como regalo por su cumpleaños, incluso en Chiapa de Corzo, contra esquina a la presidencia está la casa con una placa donde dice que ahí nació y vivió el doctor Bulmaro López, creador de la música «La chiapaneca».